# فیل داندو
فیل داندو (انگلیسی: Phil Dando؛ زادهٔ ۸ ژوئن ۱۹۵۲)  بازیکن فوتبال  اهل نیوزیلند است.
از باشگاه‌هایی که در آن بازی کرده‌است می‌توان به باشگاه فوتبال بارو، باشگاه فوتبال لیورپول، باشگاه فوتبال بری، باشگاه فوتبال بریزبن رور، و تیم ملی فوتبال نیوزیلند اشاره کرد.